# Piccolo (Kellner)
Als Piccolo, eingedeutscht auch Pikkolo, wird unter anderem ein Kellner-Lehrling in Restaurantbetrieben bezeichnet. Auf diese Deutung bezogen ist der Begriff veraltet und wird offiziell nicht mehr genutzt, war aber auch lange nach dem Zweiten Weltkrieg noch geläufig.

## Entstehung
Der aus der italienischen Sprache übernommene Begriff, der dort für „klein“ bzw. „Kleiner“ steht, wurde vermutlich zur Zeit der K.u.K.-Monarchie bzw. in der Zeit des Deutschen Kaiserreiches um oder nach 1900 geprägt und war sowohl gebräuchlich als auch weit verbreitet. Es ist denkbar, dass der Begriff über Österreich seinen Weg nach Deutschland gefunden hat, das lässt sich aber heute nicht mehr nachweisen.
Der Begriff wurde übernommen, weil damals sehr häufig minderjährige Jungen nach der achten Volksschulklasse zum Kellner angelernt wurden, die naturgemäß meist von kleinerer Statur waren als viele Erwachsene. Der Begriff bezog sich jedoch auch auf den im Vergleich zum fertig ausgebildeten Kellner geringeren Rang innerhalb der Hierarchie eines Gastronomiebetriebes.

## Tätigkeit
Der Piccolo hatte bei seiner Arbeit keinen einfachen Stand. Er musste lernen, was er gehört haben musste (Aufträge) und was er nicht gehört haben durfte (Vertraulichkeiten), was er sehen musste (z. B. den Zustand des Gästetisches, Heruntergefallenes) und was er nicht sehen durfte (z. B. heimliche Gesten und Berührungen zwischen Gästen). Tatsächlich begangene oder vermeintliche Fehler wurden ihm sowohl seitens der Kollegen als auch der Gäste gern zugeschoben, weil er sich kaum zur Wehr setzen konnte und ihm ein Fauxpas mangels Erfahrung und langjähriger Expertise am ehesten zugetraut wurde. Bestrafungen, auch in Form physischer Aggression, waren gängig. Dafür gibt es zeitgenössische Beispiele, so in der Bühnen-Revue Im weißen Rößl von Erik Charell, Uraufführung 8. November 1930.
Der Piccolo wurde von den Kellnern/Obern gern im damaligen scharfen Kommandoton dirigiert und hatte als direkten Vorgesetzten entweder den Oberkellner oder den Zahlkellner. Letzterer durfte als einziger Zahlungen von Gästen entgegennehmen und Wechselgeld herausgeben bzw. die Registrierkasse führen. Gab es im jeweiligen Betrieb einen Zahlkellner, waren die bedienenden Kellner und der Piccolo darauf angewiesen, dass sich der verabschiedende Gast ihrer positiv erinnerte und ihnen persönlich ein angemessenes Trinkgeld zusteckte, entweder in die Hand oder in eine Seitentasche ihrer Weste, die unter einem Frack getragen wurde.

## Der Piccolo im Film
- In dem 1931 gedrehten Kinofilm Der Stolz der 3. Kompanie mit Heinz Rühmann in der Titelrolle trifft der aus Anlass eines Regimentsjubiläums anreisende Prinz Willibald (Adolf Wohlbrück) auf unkonventionellem Weg und zivil gekleidet in der Stadt ein. Hinter der großen erwartungsvoll-neugierigen Menschenmenge, die auf sein Eintreffen wartet, schlängelt er sich unerkannt im Rücken der Menschen amüsiert an der Hauswand entlang auf das Hotelportal zu. Dort erkennt er an deren Bekleidung mehrere Hotelbedienstete, deren Augen in Richtung des Bahnhofes gerichtet sind, in dem der Sonderzug Seiner Majestät erwartet wird. Der Prinz tritt von hinten an die livrierten Hotelbediensteten heran. Nachdem ihn der älteste dieser Herren (Portier oder Oberkellner) sehr kurz angebunden abweist, um das Eintreffen des Prinzen ja nicht verpassen, tippt der Prinz dem daneben wartenden und an seiner geringeren Körpergröße und am Alter erkennbaren Piccolo auf die Schulter (ab 56:55 Min.), um auf sich aufmerksam zu machen. Auch der jedoch weist ihn durch ein unwirsches Abwinken rasch ab, ohne sich richtig zu dem Prinzen umzudrehen und ihm ins Gesicht zu schauen. Der Piccolo ist wie die übrigen Hotelbediensteten mit schwarzer Hose, einem schwarzen Frack, schwarzer Weste und weißer Hemdbrust mit Kläppchenkragen und schwarzer Fliege bekleidet, seine flach am Kopf anliegende Frisur erscheint mit Pomade gefestigt. Das zur Ausstattung des Piccolo bzw. Kellners gehörende weiße Tuch hält er in seiner Hand. In einer späteren Szene (ab 1:00:32) ist es dieser Piccolo, der, wiederum mit seinem weißen Tuch in der Hand, die vergeblich auf dem Bahnhof wartenden Honoratioren der Stadt und den Garnisonskommandanten informiert: „Der Prinz ist schon bei uns im Hotel...“, worauf sich die weiß bekleideten Ehrenjungfrauen mit Schärpe, die Uniformierten mit Pickelhaube und die mit Frack und Zylinder gekleideten Honoratioren in unziemlicher Hast zum Hotel begeben, wobei sich der Bürgermeister den Schweiß von der Stirn wischen muss.
- So ein Flegel (1934) von Robert Adolf Stemmle. – In dieser Erstverfilmung von Heinrich Spoerls „Feuerzangenbowle“ kommt Marion Eisenhut (Ellen Frank), die Freundin des jungen Schriftstellers Dr. Hans Pfeifer (Heinz Rühmann), gegen Ende des Films (ab 1:10 Std.) in ein Hotel, in dem gerade ein Tanzabend stattfindet, an dem Pfeifer anstelle seines jüngeren Bruders, des Primaners Erich Pfeifer (ebenfalls Heinz Rühmann), teilnimmt. Ein Piccolo begleitet sie von der Rezeption in den Tanzsaal und soll ihr Angaben über die finanziellen Verhältnisse der einheimischen Gäste machen. Sie setzt demzufolge voraus, dass ein Piccolo darüber orientiert sein muss. Der Piccolo ist mit schwarzer Hose, schwarzem Frack, schwarzer Weste, weißem Hemd und schwarzer Fliege gekleidet.
- Kollege kommt gleich (1942) von Karl Anton. – Norbert Rohringer spielt in dieser deutschen Komödie den 1. Piccolo, Hans-Joachim Zell den 2. Piccolo.[12]
- Die Feuerzangenbowle (1944) von Helmut Weiss. – In der Handlung dieses Kultfilms versucht Marion (Hilde Sessak), die Freundin des jungen Schriftstellers Dr. Johannes Pfeiffer (Heinz Rühmann), dessen ungeklärten Verbleib zu erkunden. Nach Hinweisen folgt sie ihm in die fiktive Stadt Babenberg und befragt (ab 53:25 Min.) vor dem besten Hotel des Ortes den Portier, ob ein Dr. Pfeiffer im Hotel wohne. Der Portier verneint, wird dann aber von dem hinzugekommenen Piccolo auf einen Herrn Pfeiffer hingewiesen: „Wissen Sie noch? Der mir das kolossale Trinkgeld gegeben hat...“ Der Piccolo ist mit schwarzer Hose, schwarzem Frack, schwarzer Weste, weißem Hemd und schwarzer Fliege gekleidet.
- Ich habe den englischen König bedient (2006) von Jiří Menzel. – „Alles hören und sehen und nichts hören und sehen“, das verkörpert der Piccolo (Iwan Barnew) des Hotels „Goldenes Prag“ in diesem Film.

## Der Piccolo in der Literatur
- Fritz, der kleine Piccolo von Else Ury. In: Else Ury – Gesammelte Werke. – Kurzgeschichte um einen Piccolo, der in einem Bahnhofshotel hart arbeiten muss, um sich sein Trinkgeld zu verdienen, und so manche Ohrfeige des Oberkellners einzustecken hat, eingeschränkte Online-Version (Google Books).
- Obsluhoval jsem anglického krále, deutsche Übersetzung: Ich habe den englischen König bedient von Bohumil Hrabal.[13] – Als Vierzehnjähriger beginnt der Protagonist des verfilmten Romans seine Lehrzeit als Piccolo in einem kleinen Hotel einer Kleinstadt. Über das Hotel „Tichota“ in einem Vorort Prags gelangt er in das Hotel „Paris“ der tschechischen Hauptstadt, hört und sieht alles, sammelt dabei viele Erfahrungen und Wissen.[14]

## Der Piccolo im Theater
- Im weißen Rößl von Erik Charell, Uraufführung 8. November 1930, 416 ausverkaufte Vorführungen bis 1932 im Großen Schauspielhaus Berlin, Schiffbauerdamm. – Der Piccolo (Manasse Herbst) trägt schwarze Hose, schwarzen Frack, schwarze Weste, weißes Hemd und schwarze Fliege und hat ein großes weißes Tuch aus der Hosentasche herunterhängen. In der Handlung der Revue muss er zahlreiche grobe körperliche Züchtigungen und Zurechtweisungen des Oberkellners (Max Hansen) aushalten.

## Der Piccolo in der Werbung
Die 0,2 Liter Sekt enthaltenden Piccoloflaschen wurden ab etwa 1935 von der Kellerei Henkell durch einen von Fred Overbeck gezeichneten, jung und flink wirkenden Kellner in Berufskleidung – den ebenso bezeichneten Piccolo – beworben, der sein beladenes Serviertablett weit ausholenden Schrittes zum Gast bringt. Der damit verbundene Slogan: „Ein großer Wurf, der Kleine“ war doppeldeutig und konnte sowohl im Hinblick auf den flinken Piccolo als auch die Innovation der Piccolo-Flasche verstanden werden.